# Phạm Thiều
Phạm Thiều (1904-1986) là một giáo sư, nhà nghiên cứu Hán Nôm Việt Nam, nhà ngoại giao và chính trị Việt Nam. Ông còn có bút danh Triệu Lực, Miễn Trai.

## Thân thế
Giáo sư Phạm Thiều sinh ngày 4 tháng 4 năm 1904, quê ở xã Diễn Phúc, huyện Diễn Châu, tỉnh Nghệ An. Cha của ông là cụ Phạm Thâm, đậu Cử nhân năm 1909, từng là Huấn đạo ở huyện Nam Đàn, tỉnh Nghệ An.
Từ nhỏ, ông theo học chữ Hán và được cha kèm cặp. Năm 1918, ông tham gia kỳ thi Hương cuối cùng tại Huế nhưng không đậu vì bị coi là phạm trường quy. Trở về quê, ông theo học trường College Vinh, sau đó đậu Primaire vào học Quốc học Huế. Tốt nghiệp Tú tài, ông thi đậu vào trường Cao đẳng Sư phạm Đông Dương, Hà Nội, ngành Văn học.

## Sự nghiệp trước khởi nghĩa
Trong những năm học ở Hà Nội, ông đã kết bạn và cộng tác với nhiều bạn hữu tại Đông Dương học xá, mở rộng quan hệ với những người có cùng chí hướng yêu nước hoạt động chính trị, lập hội kín Hương Nam, truyền bá Quốc ngữ trong giới học sinh, sinh viên.
Năm 1927, sau khi tốt nghiệp Cao đẳng Sư phạm, ông được chính quyền thuộc địa phân công vào Nam dạy các trường ở Cai Lậy, Hà Tiên, Gò Công, Rạch Giá, Gia Định. Ở đây, ông tiếp tục truyền bá Quốc ngữ và đào tạo thanh niên nêu cao tinh thần yêu nước.
Năm 1938, ông được mời về trường Petrus Ký Sài Gòn, dạy các môn Hán văn, Pháp văn và Văn chương Việt Nam. Năng lực chuyên môn và đức độ của ông gây được nhiều cảm tình với giới trí thức Nam Bộ..
Trong thời gian giảng dạy tại trường, ông vừa dạy học vừa hoạt động xã hội, viết văn, viết báo cho tổ chức cách mạng. Xu hướng chính trị của ông thiên dần về hướng Việt Minh.

## Tích cực tham gia cách mạng kháng chiến
Đầu tháng 8 năm 1945, ông được Kiến trúc sư Huỳnh Tấn Phát cử làm chủ bút của báo Thanh niên Tiền phong, cơ quan ngôn luận chính của Tổng hội Thanh niên Tiền phong. Để tăng ảnh hưởng chính trị cho mặt trận Việt Minh, ông được bác sĩ Phạm Ngọc Thạch giao nhiệm vụ đi diễn thuyết, tuyên truyền 10 chính sách của Mặt trận Việt Minh ở Bà Chiểu, Phú Nhuận, Thủ Thừa. Với uy tín và tài hùng biện của mình, ông đã có tác động rất lớn trong việc vận động quần chúng tham gia Việt Minh, tiến tới làm cuộc cách mạng thành công ở Sài Gòn, Chợ Lớn và toàn Nam Bộ.
Khi Pháp tái chiếm Sài Gòn, ông theo bộ đội về miền Đông Nam Bộ và được phân công nhiều chức vụ quan trọng như Trưởng phòng Chính trị Bộ Tư lệnh Khu 7, Giám đốc Trường quân chính Biên Hòa, Ủy viên Ủy ban Kháng chiến Hành chính Nam Bộ, Giám đốc Sở Thông tin - Tuyên truyền Nam Bộ, Trưởng phòng Hoa kiều vụ Nam Bộ, Chủ tịch Ủy ban Kháng chiến Hành chính Sài Gòn - Chợ Lớn, Phó Chủ tịch Ủy ban Kháng chiến Phân liên khu miền Đông rồi Giám đốc Nha giáo dục phổ thông Nam Bộ. Trong thời gian kháng chiến, ông được kết nạp vào Đảng Cộng sản Việt Nam, hội viên Hội Nhà văn Việt Nam.

## Trở thành nhà ngoại giao
Tháng 8 năm 1954, ông tập kết ra Bắc, được cử làm Trưởng phòng thông tin - báo chí Bộ Ngoại giao, Phó giám đốc Nha giáo dục rồi Vụ trưởng Vụ Sư phạm Bộ Giáo dục.
Năm 1956, ông được cử làm Đại sứ đặc mệnh toàn quyền của Việt Nam Dân chủ Cộng hòa tại Tiệp Khắc. Năm 1961, ông được phân công kiêm nhiệm chức vụ Đại sứ đặc mệnh toàn quyền tại Hunggari.
Ngày 10 tháng 8 năm 1964, ông trở về nước sau khi hết nhiệm kỳ đại sứ.

## Vị giáo sư không mang học hàm Giáo sư
Sau khi về nước, ông không tiếp tục làm việc trong ngành ngoại giao mà trở thành Chuyên viên nghiên cứu Viện Văn học, giảng dạy trong các khóa Đại học Hán học. Từ năm 1970-1975, ông được cử làm Trưởng ban Hán Nôm (tiền thân của Viện nghiên cứu Hán Nôm) thuộc Ủy ban Khoa học xã hội Việt Nam.
Sau năm 1975, ông lại vào thành phố Hồ Chí Minh, làm Giám đốc Thư viện khoa học - Viện Khoa học Xã hội thành phố Hồ Chí Minh.
Năm 1976, trong kỳ học quốc hội thống nhất, ông được bầu làm Đại biểu Quốc hội khóa VI nước Cộng hòa Xã hội Chủ nghĩa Việt Nam, Ủy viên Chủ tịch đoàn Chủ tịch Ủy ban Mặt trận Tổ quốc Việt Nam.
Những năm cuối đời, ông tham gia chủ trì nhiều chương trình nghiên cứu khoa học xã hội, và dự định cùng Ca Văn Thỉnh thực hiện công trình nghiên cứu về Nam Bộ và văn hoá Nam Bộ trước thời thuộc Pháp, tuy nhiên khi hai ông mất, dự định vẫn chưa làm được.
Ông có nhiều luận văn, bài báo nghiên cứu về Văn học, Hán Nôm, đăng trên tạp chí Văn học và một số tạp chí khác. Hai đề tài lớn ông quan tâm là thi hào Nguyễn Trãi và chủ nghĩa anh hùng trong văn học cách mạng miền Nam. Ngoài ra, ông còn góp phần đào tạo nhiều nhà nghiên cứu Hán Nôm học ở Việt Nam.
Ông mất vào ngày 1 tháng 12 năm 1986, thọ 82 tuổi.
Ông đã được trao tặng Huân chương Độc lập hạng nhất. Hiện nay, tên ông đã được đặt cho các con đường ở quận 7 Thành phố Hồ Chí Minh, và tại quận Sơn Trà thành phố Đà Nẵng.

## Tác phẩm
Sách
1. Thư tịch cổ và nhiệm vụ mới (nhiều tác giả), Nhà xuất bản Khoa học xã hội, Hà Nội, 1979;
2. Thơ đi sứ (chủ biên), Nhà xuất bản Khoa học xã hội, Hà Nội, 1983.

Tạp chí
1. Vài suy nghĩ thêm về thơ văn Nguyễn Trãi. Tạp chí Văn học, số 2 -1969;
2. Ba nhân vật, một tâm hồn. Tạp chí Văn học, số 5-1976;
3. Nguyễn Thông, con người ưu tú của đất Gia Định. Tạp chí Văn học, số 2 - 1985.

Và nhiều bài trên các tạp chí và báo khác.